# B.S. Pully
B.S. Pully, pseudonimo di Murray Lerman (Newark, 14 maggio 1910 – Filadelfia, 6 gennaio 1972), è stato un comico e attore statunitense.
Dagli inizi nei nightclub di New York, divenne attore teatrale, celebre per il ruolo di Big Jule nel musical Guys and Dolls. Era famoso per la sua grossolana comicità e la sua voce spessa e roca.

## Biografia
Nato a Newark, nel New Jersey, Pully iniziò la sua carriera nel circuito del Borscht Belt e raggiunse la fama interpretando il ruolo di Big Jule nella produzione originale di Broadway di Guys and Dolls, con oltre 1.000 spettacoli. Interpretò il ruolo anche nella versione cinematografica, Bulli e pupe (1955). Altri importanti ruoli cinematografici includono il burbero venditore di alberi di Natale in Un albero cresce a Brooklyn (1945) e Joe il barista in La barriera d'oro (1945).
Morì nel 1972 a Filadelfia per cause naturali.

## Filmografia
- Four Jills in a Jeep, regia di J. Peverell Marley (1944)
- La fidanzata di tutti (Pin up Girl), regia di H. Bruce Humberstone (1944)
- The Eve of St. Mark, regia di John M. Stahl (1944)
- Take It or Leave It, regia di Joseph LaShelle (1944)
- La nave senza nome (Wing and a Prayer), regia di Henry Hathaway (1944)
- Nel frattempo, cara (In the Meantime, Darling), regia di Otto Preminger (1944)
- Samba d'amore (Greenwich Village), regia di Walter Lang (1944)
- Something for the Boys, regia di Ernest Palmer (1944)
- Un albero cresce a Brooklyn (A Tree Grows in Brooklyn), regia di Elia Kazan (1945)
- Don Juan Quilligan, regia di Frank Tuttle (1945)
- La barriera d'oro (Nob Hill), regia di Henry Hathaway (1945)
- Gli ammutinati di Sing Sing (Within These Walls), regia di H. Bruce Humberstone (1945)
- Ogni donna ha il suo fascino (Do You Love Me), regia di Gregory Ratoff (1946)
- Taxi, regia di Gregory Ratoff (1953)
- Main Street to Broadway, regia di James Wong Howe (1953)
- Bulli e pupe (Guys and Dolls), regia di Joseph L. Mankiewicz (1955)
- Un uomo da vendere (A Hole in the Head), regia di Frank Capra (1959)
- Ragazzo tuttofare (The Bellboy), regia di Jerry Lewis (1960)
- Matchless, regia di Alberto Lattuada (1967)
- La signora nel cemento (Lady in Cement), regia di Gordon Douglas (1968)
- The Love God?, regia di William Margulies (1969)
- Il caso Myra Breckinridge (Myra Breckinridge), regia di Michael Sarne (1970)